# Malmö Isstadion
Malmö Isstadion, również Malmömässan – hala wielofunkcyjna w Malmö w Szwecji. Może pomieścić 5800 osób. Dawniej użytkownikiem hali był klub hokejowy Malmö Redhawks, lecz przeniósł się on do większej Malmö Arena. Odbył się tu Konkurs Piosenki Eurowizji 1992.

## Wydarzenia
W Malmö Isstadion odbyły się międzynarodowe imprezy, takie jak finał Konkursu Piosenki Eurowizji w 1992, finał Davis Cup w 1996 roku i Mistrzostwa Europy w Łyżwiarstwie Figurowym w 2003 roku.